# Esther Nirina
Esther Nirina, geborene Esther Ranirinaharitafika (* 17. November 1932 in Französisch-Madagaskar; † 19. Juni 2004) war eine madagassische Bibliothekarin und Dichterin.

## Leben
Esther Ranirinaharitafika wurde am 17. November 1932 in Madagaskar, damals von Frankreich kolonisiert, geboren. Sie wuchs in der Hauptstadt der Insel, Antananarivo, auf, dort arbeitete ihr Vater als Beamter.
Sie heiratete ihren Mann in Madagaskar, nahm dessen Namen an, und folgte ihm 1957 nach Orléans (Frankreich). In Orléans begann Nirina als Bibliothekarin zu arbeiten, unter anderem gemeinsam mit der später bekannten Dichterin Hélène Cadou, Ehefrau des ebenfalls bekannten Dichters und Literaten René-Guy Cadou. Nirina begann in Orléans zudem erste Gedichte zu schreiben. Hélène Cadou motivierte Nirina ihre Werke zu veröffentlichen.
1975 veröffentlichte Nirina ihren ersten Gedichtband mit dem Titel „Silencieuse respiration“ beim Orléaner Verlag Sergent. „Simple voyelle“, ihr zweiter Gedichtband, folgte 1980. Ihre Poesie wird von Literaturwissenschaftlern als stark beeinflusst vom madagassischen, mündlich tradierten Genre Hain-Teny beschrieben. Themen Nirinas seien vor allem die Schwierigkeiten des poetischen Schaffens, die symbiotische Verbindung zwischen Dichter und Natur, und die Zerbrechlichkeit des menschlichen Seins.
Nirina wurde Mitglied der Académie malgache und leitete zudem zeitweise die Société des Ecrivains de l’Océan Indien (SEROI). Ihre Arbeit als Bibliothekarin gab sie 1983 auf, um sich ganz der Poesie zu widmen.
Obwohl Madagaskar 1960 die Unabhängigkeit erlangte, entschied sich die Familie Nirina in Orléans zu bleiben. In den 1990er Jahren reisten Nirina und ihr Ehemann gelegentlich zurück, um ihr Haus zu renovieren, um einen Rückzugsort für den Lebensabend zu haben. Nirina starb am 19. Juni 2004.

## Werke
- 1975: Silencieuse respiration
- 1980: Simple voyelle
- 1990: Lente spirale
- 1997: Multiple solitude
- 1998: Rien que lune
- 2004: Mivolana an-tsoratra / Le dire par écrit